# Siegfried Hausner
Siegfried Hausner, född 24 januari 1952 i Selb, död 5 maj 1975 i Stuttgart, var en tysk terrorist och medlem av Röda armé-fraktionen.
Hausner ingick i Kommando Holger Meins som den 24 april 1975 ockuperade den västtyska ambassaden i Stockholm. Då ambassaden sprängdes kl. 23:47 ådrog sig Hausner svåra brännskador på över 40% av kroppen och en skallfraktur. Efter att inledningsvis ha vårdats vid Karolinska sjukhuset utvisades Hausner, till Västtyskland. Där placerades han i Stammheimfängelset i Stuttgart; fängelsets sjukhusavdelning hade dock varken tillräckligt kvalificerad personal eller den utrustning som krävdes för att behandla Hausners skador. Hausner avled kort därefter i fängelset av lungödem.
Det kommando ur RAF som den 5 september 1977 kidnappade och senare mördade Hanns-Martin Schleyer gick under namnet Kommando Siegfried Hausner. Ett annat Kommando Siegfried Hausner, under ledning av Norbert Kröcher, planerade samma år att kidnappa Anna-Greta Leijon för att få den västtyska regeringen att frige de RAF-medlemmar som fängslats efter ambassadockupationen; denna planerade kidnappning gick under namnet Operation Leo.